# Тунисский кекс
Тунисский кекс (англ. Tunis cake, также Тунисский торт) – разновидность кекса Мадера, который покрыт толстым слоем шоколада и украшен марципановыми фруктами. В Великобритании его традиционно едят на Рождество. Считается, что кекс возник в эдвардианскую эпоху.
Тунисские кексы в 1930-х годах массово выпускала шотландская пекарня Macfarlane Langs, а когда в 1948 году она объединились с McVitie & Price, образовав компанию United Biscuits (которая до сих пор владеет брендом McVitie's ), рецепт перешел к новой компании. McVitie's производила тунисский кекс до середины 1980-х годов. Утверждают, что обновленный рецепт, используемый McVitie's, был создан Элизабет Юинг из Инвернесса, чей муж был пекарем в McVitie's. Её муж ел подобный кекс, находясь в Тунисе во время Второй мировой войны.
Сейчас кекс продается сезонно в супермаркетах Великобритании. Его обычно украшают марципановыми фруктами. В некоторых рецептах, таких как BBC Good Food и рецепт Мэри Берри, кекс украшают листьями и ягодами падуба из марципана вместо марципановых фруктов. Ранний рецепт не включал шоколадный и марципановый топпинг.
Портовый город Тунис был известен экспортом фруктов из Северной Африки. В марте 1934 года газеты Taunton Courier and Western Advertiser напечатали рецепт, включающий североафриканские фрукты, финики, инжир, грецкие орехи и чернослив. В 1936 году компания Garratt's Bakers of Lichfield включила в свой рецепт мёд, финики и грецкие орехи, а также покрыла торт шоколадной глазурью. 